# Dominick Guinn
Dominick Alexander Guinn est un boxeur américain né le 20 avril 1975 à Hot Springs en Arkansas.

## Carrière
Sa carrière amateur est marquée par un titre de champion des États-Unis obtenu en 1998 dans la catégorie poids lourds et par deux victoires aux Golden Gloves en 1997 et 1999. Il échoue en revanche à se qualifier pour les Jeux olympiques de Sydney en 2000. Guinn passe alors dans les rangs professionnels mais ne connait pas le même succès. En 15 ans de carrière, il remporte certes 35 combats mais en perd 11 (notamment aux points contre Sergueï Lyakhovich en 2004, James Toney en 2005, Eddie Chambers en 2007, Kubrat Pulev en 2010 et Tomasz Adamek en 2013) et n'a décroché aucun titre.